# A Hold kék területe
A Hold kék területe, vagy más néven a Kék Tér egy kitalált hely a Hold felszínén a Marvel Comics képregényeiben, melyet Jack Kirby és Stan Lee alkotott meg. Első megjelenése a Fantastic Four 13. számában volt, 1963-ban.

## Története
A Hold kék területe egy önfenntartó földszerű környezet a Hold sötét oldalán, a Luther kráterban, melyet körülbelül 100 000 évvel ezelőtt hozott létre a krí és a cotati földönkívüli nép versengésük eredményeként. A próbatétel a skrullok ötlete volt, hogy eldöntsék melyik nép érdemes arra, hogy kereskedni kezdjenek velük. A verseny helyszínéül egy semleges területet választottak, a Föld holdját. Mindkét faj egy évet kapott rá, hogy lakható helyet hozzon létre a kietlen tájon. A krík egy hatalmas várost építettek, a cotatik pedig egy önfenntartó bioszférát, mely nélkül a krí város lakhatatlan lett volna. A skrullok ezért a cotatikat jelölték győztesnek. A krík feldühödtek a döntés miatt, megölték a skrull és cotati küldötteket, ellopták a skrull hajót és elhagyták a területet.
A kék területet ettől kezdve kevesen látogatták. A Földről először a Fantasztikus Négyes érkezett ide a Vörös Szellemmel. Később 1980-ban itt zajlott az összecsapás az X-Men és a Siár Birodalmi Gárda között, melynek tétje Jean Grey sorsa volt. A legnagyobb változás akkor következett be a területen, mikor a nem-emberek fővárosukat, Attilant átmenetileg ide helyezték át a Földről.
A kék területen található Uatu, a Szemlélő otthona is, aki innen figyeli az emberiséget.
Az Eszelős Légió is itt rendezte be egy időre a főhadiszállását.

## Tények és érdekességek
- A Fantasztikus Négyes először az űrverseny keretei között látogatta meg a kék területet.
- A Luther kráter a valóságban is létezik. Az átmérője 10, a mélysége 1,9 kilométer.